# 東京設計学校
東京設計学校（とうきょうせっけいがっこう）は、建築家やデザイナー等を養成する施設。学校教育法に規定される学校、専修学校、各種学校ではない。
代表者の奥埜武弘が開業した建築設計事務所の新入社員の研修所を独立させ、外部から入学者も加えて建築設計者の育成を開始した。雑誌掲載広告では、コンペの学校と明示していた。
2009年（平成21年）3月31日に閉校となった。

## 所在地
- 東京都渋谷区代々木1-57-2 ドルミ代々木408

## 開講科目
（2年制）
- 建築デザイン科 2ヶ年 昼間 18名

（1年制）
- 建築設計研修科
- 建築設計科
- インテリアデザイン科
- 住宅デザイン科
- 店舗デザイン科
- 医療福祉建築科
- 福祉住環境デザイン科
- 建築製図科
- インテリアコーディネータ科
- リフォームデザイン科
- 建築CAD製図科

## 関連校
- 東京経理学校
- 東京広告デザイナー学院
- 東京美術学院
- 東京製図学校
- 日本設計学院
- 青山デザイナー学院
- 東京美術学院

## 入学資格
東京設計学校並びに関連校は、いずれも基本的に次のとおりの入学資格を定めている。
- 4年制大学卒業か大学院修了又は中退者。短期大学か2年制以上の専門学校・専修学校、高専・職業能力開発校などとさらにそれらと同等以上の学校を卒業した者。大学等に2年以上在籍した者さらには2年未満であっても職業を1年以上あり通算で2年以上の者。外国の上記に準じた学校を卒業した者。この場合大学等の学科・専攻科目・履修科目は問わない
- 高等学校を卒業し社会人として2年以上の職務経験。この場合正社員かアルバイト等などは問わない。その他高等学校卒業あるいは同等以上と認められる者は、学生数の20パーセント以内で入学を許可している。
- また、建築設計研修科については建築学科/建築系学科卒業が条件で、建築CAD製図科は高等学校を卒業以上で許可している。